# Репликативный цикл вируса

Схематичное изображение размножения вируса в инфицированной клетке хозяина на примере вируса гриппа

Вирусы имеют как сходства, так и различия с остальными живыми организмами. Одной из черт вирусов, указывающих на их принадлежность к живой материи, является их необходимость репликации и создания потомства. Но, в отличие от других живых организмов, вирус не может выжить сам по себе. Он активируется только тогда, когда реплицируется в хозяйской клетке, используя хозяйские ресурсы и питательные вещества. Когда вирус попал в клетку, его единственной целью является создание множества копий себя, чтобы инфицировать другие клетки. Всё, что он делает, направлено на увеличение приспособленности и числа потомков.
Таким образом, вирус целиком зависит от хозяйской клетки. Большинство вирусов видоспецифичны и поражают лишь узкий ряд хозяев — растения, животных, грибов или бактерий.

## Заражение
Как правило, вирусная инфекция начинается тогда, когда вирус проникает внутрь хозяина, а именно:
- через физические повреждения (например, порезы на коже)
- путём направленного впрыскивания (к примеру, укус комара[2])
- направленного поражения отдельной поверхности (например, при вдыхании вируса через трахею[3])

Обычно при попадании вируса в организм ему необходимо проникнуть в возможные чувствительные клетки.

## Проникновение вируса
Вирусу, чтобы размножиться и, таким образом, вызвать инфекцию, необходимо проникнуть в клетки хозяйского организма и начать использовать клеточный материал. Для проникновения в клетку белки поверхности вируса связываются со специфическими поверхностными белками клетки. Прикрепление, или адсорбция, происходит между вирусной частицей и клеточной мембраной. В мембране образуется дырка, и вирусная частица или только генетический материал попадают внутрь клетки, где будет происходить размножение вируса.

## Репликация вируса
Затем вирус должен взять под контроль клеточный механизм репликации. На этой стадии в хозяйской клетке происходит заложение различия между восприимчивостью и терпимостью. Терпимость приводит к развязке инфекции. Как только контроль над клеткой установлен и её среда подходит для того, чтобы вирус начал создавать собственные копии, репликация происходит быстро, давая начало миллионам новых вирусов.

## Выход вируса
После того, как вирус создал множество собственных копий, клетка оказывается изнурённой из-за использования её ресурсов. Больше вирусу она не нужна, поэтому клетка часто погибает и новорождённым вирусам приходится искать нового хозяина. Это представляет собой заключительную стадию жизненного цикла вируса. 

## Вирусная латентность
Некоторые вирусы могут «спрятаться» внутри клетки. Это может происходить для того, чтобы уклониться от защитных реакций и иммунной системы хозяина, или просто потому, что продолжение репликации не входит в интересы вируса. Эта скрытость называется латентностью. В течение этого времени вирус не даёт начала потомкам и остаётся неактивным до тех пор, пока внешний стимул — например, свет или стресс, — не активирует его. Свойственно, к примеру, герпесвирусам.